# Egipatske oružane snage
Egipatske oružane snage jedna su od najstarijih i najvećih vojski na Bliskom istoku. 
Egipatska vojska postoji od 1952. godine te je igrala vrlo važnu ulogu u egipatskoj politici. Sadašnji egipatski predsjednik Abdel Fattah El-Sisi bivši je glavni zapovjednik vojske. SAD je ustupio Egiptu više od 70 milijardi dolara pomoći od 1948. godine. Zbog toga je Egipat zamijenio svoj "sovjetski" arsenal novim američkim oružjem. Egipat posjeduje više od tisuću M1A1 „Abrams“ tenkova te ih i proizvodi. 
Egipatsko zrakoplovstvo ima na raspolaganju 221 vojni zrakoplov F-16. Ključni saveznici su: SAD i Saudijska Arabija.